# Théodora Cantacuzène
Pour l’article homonyme, voir Théodora Cantacuzène (homonymie).
Théodora Comnène Cantacuzène (v. 1340 – après 1390) était l’impératrice consort d’Alexis III de Trébizonde.

## Famille
Théodora est considérée comme une fille de Nicéphore Cantacuzène, sebastokratōr. Selon l’histoire de leur parent Jean VI Cantacuzène, Nicéphore fut emprisonné sur l’ordre d’Alexis Apokaukos, l’un des principaux conseillers d’Anne de Savoie pendant la guerre civile contre Jean VI, en 1341. Nicéphore fut plus tard libéré et il est mentionné comme gouverneur d’Adrianople dans les années 1350, après avoir été nommé sébastokrator. Donald Nicol pense que Nicéphore est un cousin de l’empereur Jean VI. L’identité de la mère de Théodora est inconnue.

## Mariage
Quand l’empereur déposé de Trébizonde Michel fut envoyé, après une période d’incarcération, à Constantinople, il était accompagné par le tatas Michel Sampson, qui était chargé de trouver une épouse convenable pour le nouveau souverain, Alexis III. Donald Nicol présume que l’Empereur byzantin Jean VI dirigea les recherches, « car l’épouse trouvée était la fille de son cousin. » Elle arriva à Trébizonde le 3 septembre 1351, et le 28 septembre, elle épousa Alexis. Ils furent mariés dans l’église Hagios Eugenios, nouvellement reconstruite. Son nouveau mari devait fêter son treizième anniversaire une semain plus tard et on considère que Théodora avait probablement le même âge.
Ce que l’on sait de sa vie en tant qu’impératrice est principalement basé sur la chronique de Michel Panaretos, qui est toujours assez laconique. Sa chronique mentionne Théodora par son nom six fois, dont deux fois lors de son mariage et de sa mort ; elle est mentionnée encore deux fois sous son seul titre de despoina ; et son nom est omis dans les notices sur les naissances des deux fils d’Alexis. Elle accompagna Alexis quand il marcha sur Jean Tzanitchès et écrasa sa révolte en mars 1352 ; elle accompagna Alexis et sa mère Irène quand il s’embarqua contre le mégaduc rebelle Nikétas Scholarès en 1355 ; elle les accompagna de nouveau tous les deux quand ils fuirent une épidémie de Mort noire à Trébizonde en mars 1362 ; et elle assista au mariage de sa fille Anne avec Alexis et sa mère en juin 1367. La seule Remarque de Panaretos sur Théodora qui ne puisse pas s’expliquer comme faisant partie de son rôle en tant qu’épouse ou Impératrice et sa participation surprenante à la procession funéraire pour le fils illégitime d’Alexis, Andronic, avec sa rivale, la mère d’Andronic ; celui-ci était mort dans des circonstances suspectes après être tombé de la citadelle le 14 mars 1376.
Alexis mourut le 20 mars 1390. Théodora lui survécut et se retira dans un monastère de Constantinople. Elle est probablement la nonne « Theodosia Cantacuzène » que le patriarche Mathieu Ier décrivait comme « l’ancienne impératrice de l’Est » dans un document daté de juin 1400 concernant l’argent que la nonne avait légué pour construire un xenon ou hospice dans la cité.
Ils eurent sept enfants :
- Anne (1357 - après 1406), qui épousa le Roi Bagrat V de Géorgie
- Basile (septembre 1358–1377)
- Manuel III (1364–1417), empereur 1390–1416. Il épousa Gulkhan-Eudoxie de Géorgie.
- Eudoxie, qui épousa Tajeddin, émir de Limnia le 8 octobre 1379[8]
- Marie, qui épousa Suleyman Beg, émir de Chalybie,
- Une autre fille au nom inconnu, qui épousa Mutahharten, émir d’Erzincan
- Une troisième fille au nom inconnu, qui épousa Kara Yülük Osman, chef des Aq Qoyunlu

On peut voir des portraits d’elle et de son mari Alexis dans deux bulles d’or : une qui a été donnée au monastère de Dionysiou sur le mont Athos, datée de septembre 1374 ; et une pour le monastère de Sumela hors des murs de Trébizonde, datée de décembre 1364. Un portrait de Théodora et d’Alexis fut peint sur un mur de l’église Panagia Khrysokephalos à Trébizondz, mais fut détruit peu après que C. Texier en eut fait un dessin dans les années 1860.